# Pocognidol
Pocognidol (in croato: Pokonji Dol) è uno degli isolotti delle isole Spalmadori, un piccolo arcipelago della Croazia situato a sud-ovest dell'isola di Lesina, nel mare Adriatico. Amministrativamente appartiene al comune di Lesina, nella regione spalatino-dalmata.

## Geografia
Pocognidol è l'isolotto più orientale del gruppo delle Spalmadori, si trova a est dell'isolotto di San Girolamo, a sud-est del porto di Lesina e di fronte alla piccola valle Pocognidol (Pokonji Dol). Ha una forma arrotondata con un diametro di circa 140 m; la sua superficie è di 0,0166 km², lo sviluppo costiero è di 466 m, l'altezza è di 9,4 m.
Sull'isoletto c'è un faro costruito nel 1872.

### Cartografia
- (HR) Mappa topografica della Croazia 1:25000, su preglednik.arkod.hr. URL consultato il 26 gennaio 2017.

## Voci correlate

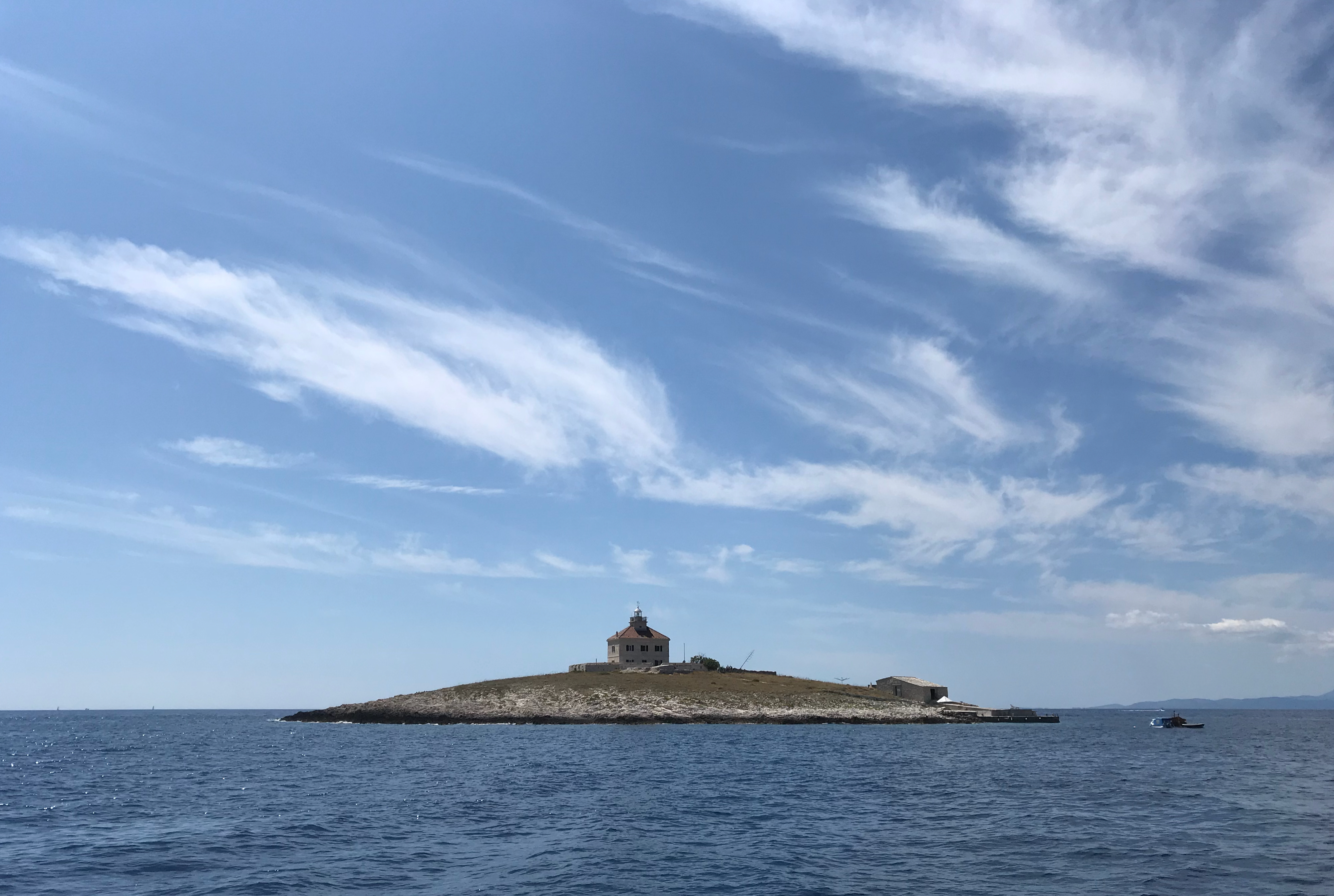
Otočić Pokonji dol visto dal mare